# 1252
Il 1252 (MCCLII in numeri romani) è un anno bisestile del XIII secolo.

## Eventi
- 15 maggio - Papa Innocenzo IV emette la bolla pontificia Ad extirpanda.
- 10 dicembre La Badessa Maria da Besozzo rinuncia alla sovranità sul territorio di Meda, sancendone la nascita.
- Coniazione del primo fiorino in Toscana.
- Tommaso II di Savoia conquista il comune di Torino divenendone signore.
- Alfonso X "il saggio" diventa re di Castiglia.

## Nati
- 9 gennaio - Beatrice d'Angiò, nobile e sovrana francese († 1275)
- 25 marzo - Corradino di Svevia, sovrano († 1268)
- 24 aprile - Jurij I di Galizia, nobile ucraino († 1308)
- Safi al-Din Ardabili, religioso e poeta curdo († 1334)
- Stefano Dragutin di Serbia, sovrano serbo († 1316)
- Gilles Aycelin I de Montaigut, arcivescovo cattolico francese († 1318)
- Filippa di Lussemburgo, nobile olandese († 1311)
- Eleonora di Montfort, nobile britannica († 1282)
- Alberto Scotti, nobile, banchiere e politico italiano († 1318)
- Isabella di Beirut († 1282)

## Morti
- 1º gennaio - Zdislava Berka, santa ceca (n. 1220)
- 23 gennaio - Isabella d'Armenia, regina armena
- 3 febbraio - Svjatoslav III di Vladimir, principe (n. 1196)
- 1º aprile - Kujō Michiie, poeta giapponese (n. 1193)
- 6 aprile - Pietro da Verona, presbitero, predicatore e santo italiano
- 30 maggio - Ferdinando III di Castiglia, re (n. 1201)
- 19 giugno - Pierre de Bar, cardinale francese
- 29 giugno - Abele di Danimarca, re danese (n. 1218)
- 1º agosto - Giovanni da Pian del Carpine, arcivescovo cattolico italiano
- 8 settembre - Berardo di Castagna, arcivescovo cattolico e politico italiano
- 4 novembre - Giovanni di Wildeshausen, vescovo cattolico tedesco
- 25 novembre - Guglielmo II di Ginevra, nobile
- 27 novembre - Bianca di Castiglia, regina (n. 1188)
- Elena Asen, imperatrice bizantina
- Sorgaqtani Beki, principessa mongola (n. 1198)
- Boemondo V d'Antiochia, nobile (n. 1199)
- Enrico I di Anhalt, nobile tedesco (n. 1170)
- Gilles le Vinier, poeta francese
- Ugolino da Montefeltro, vescovo cattolico italiano
- Ottone I di Brunswick-Lüneburg, duca (n. 1204)
- Raimon Vidal de Bezaudun, trovatore, poeta e grammatico spagnolo (n. 1196)
- Günther von Wüllersleben, nobile tedesco
- Vidal de Canellas, vescovo cattolico spagnolo

## Calendario
| Calendario 1252 | Calendario 1252 | Calendario 1252 | Calendario 1252 | Calendario 1252 | Calendario 1252 | Calendario 1252 | Calendario 1252 | Calendario 1252 | Calendario 1252 | Calendario 1252 | Calendario 1252 | Calendario 1252 | Calendario 1252 | Calendario 1252 | Calendario 1252 | Calendario 1252 | Calendario 1252 | Calendario 1252 | Calendario 1252 | Calendario 1252 | Calendario 1252 | Calendario 1252 | Calendario 1252 | Calendario 1252 | Calendario 1252 | Calendario 1252 | Calendario 1252 | Calendario 1252 | Calendario 1252 | Calendario 1252 | Calendario 1252 | Calendario 1252 |
| --------------- | --------------- | --------------- | --------------- | --------------- | --------------- | --------------- | --------------- | --------------- | --------------- | --------------- | --------------- | --------------- | --------------- | --------------- | --------------- | --------------- | --------------- | --------------- | --------------- | --------------- | --------------- | --------------- | --------------- | --------------- | --------------- | --------------- | --------------- | --------------- | --------------- | --------------- | --------------- | --------------- |
|                 | 1               | 2               | 3               | 4               | 5               | 6               | 7               | 8               | 9               | 10              | 11              | 12              | 13              | 14              | 15              | 16              | 17              | 18              | 19              | 20              | 21              | 22              | 23              | 24              | 25              | 26              | 27              | 28              | 29              | 30              | 31              |                 |
| Gennaio         | Lu              | Ma              | Me              | Gi              | Ve              | Sa              | Do              | Lu              | Ma              | Me              | Gi              | Ve              | Sa              | Do              | Lu              | Ma              | Me              | Gi              | Ve              | Sa              | Do              | Lu              | Ma              | Me              | Gi              | Ve              | Sa              | Do              | Lu              | Ma              | Me              |                 |
| Febbraio        | Gi              | Ve              | Sa              | Do              | Lu              | Ma              | Me              | Gi              | Ve              | Sa              | Do              | Lu              | Ma              | Me              | Gi              | Ve              | Sa              | Do              | Lu              | Ma              | Me              | Gi              | Ve              | Sa              | Do              | Lu              | Ma              | Me              | Gi              |                 |                 |                 |
| Marzo           | Ve              | Sa              | Do              | Lu              | Ma              | Me              | Gi              | Ve              | Sa              | Do              | Lu              | Ma              | Me              | Gi              | Ve              | Sa              | Do              | Lu              | Ma              | Me              | Gi              | Ve              | Sa              | Do              | Lu              | Ma              | Me              | Gi              | Ve              | Sa              | Do              |                 |
| Aprile          | Lu              | Ma              | Me              | Gi              | Ve              | Sa              | Do              | Lu              | Ma              | Me              | Gi              | Ve              | Sa              | Do              | Lu              | Ma              | Me              | Gi              | Ve              | Sa              | Do              | Lu              | Ma              | Me              | Gi              | Ve              | Sa              | Do              | Lu              | Ma              |                 |                 |
| Maggio          | Me              | Gi              | Ve              | Sa              | Do              | Lu              | Ma              | Me              | Gi              | Ve              | Sa              | Do              | Lu              | Ma              | Me              | Gi              | Ve              | Sa              | Do              | Lu              | Ma              | Me              | Gi              | Ve              | Sa              | Do              | Lu              | Ma              | Me              | Gi              | Ve              |                 |
| Giugno          | Sa              | Do              | Lu              | Ma              | Me              | Gi              | Ve              | Sa              | Do              | Lu              | Ma              | Me              | Gi              | Ve              | Sa              | Do              | Lu              | Ma              | Me              | Gi              | Ve              | Sa              | Do              | Lu              | Ma              | Me              | Gi              | Ve              | Sa              | Do              |                 |                 |
| Luglio          | Lu              | Ma              | Me              | Gi              | Ve              | Sa              | Do              | Lu              | Ma              | Me              | Gi              | Ve              | Sa              | Do              | Lu              | Ma              | Me              | Gi              | Ve              | Sa              | Do              | Lu              | Ma              | Me              | Gi              | Ve              | Sa              | Do              | Lu              | Ma              | Me              |                 |
| Agosto          | Gi              | Ve              | Sa              | Do              | Lu              | Ma              | Me              | Gi              | Ve              | Sa              | Do              | Lu              | Ma              | Me              | Gi              | Ve              | Sa              | Do              | Lu              | Ma              | Me              | Gi              | Ve              | Sa              | Do              | Lu              | Ma              | Me              | Gi              | Ve              | Sa              |                 |
| Settembre       | Do              | Lu              | Ma              | Me              | Gi              | Ve              | Sa              | Do              | Lu              | Ma              | Me              | Gi              | Ve              | Sa              | Do              | Lu              | Ma              | Me              | Gi              | Ve              | Sa              | Do              | Lu              | Ma              | Me              | Gi              | Ve              | Sa              | Do              | Lu              |                 |                 |
| Ottobre         | Ma              | Me              | Gi              | Ve              | Sa              | Do              | Lu              | Ma              | Me              | Gi              | Ve              | Sa              | Do              | Lu              | Ma              | Me              | Gi              | Ve              | Sa              | Do              | Lu              | Ma              | Me              | Gi              | Ve              | Sa              | Do              | Lu              | Ma              | Me              | Gi              |                 |
| Novembre        | Ve              | Sa              | Do              | Lu              | Ma              | Me              | Gi              | Ve              | Sa              | Do              | Lu              | Ma              | Me              | Gi              | Ve              | Sa              | Do              | Lu              | Ma              | Me              | Gi              | Ve              | Sa              | Do              | Lu              | Ma              | Me              | Gi              | Ve              | Sa              |                 |                 |
| Dicembre        | Do              | Lu              | Ma              | Me              | Gi              | Ve              | Sa              | Do              | Lu              | Ma              | Me              | Gi              | Ve              | Sa              | Do              | Lu              | Ma              | Me              | Gi              | Ve              | Sa              | Do              | Lu              | Ma              | Me              | Gi              | Ve              | Sa              | Do              | Lu              | Ma              |                 |